# Ynys Gaint
Ynys Gaint est une île du pays de Galles située dans le détroit du Menai qui sépare l'île d'Anglesey du reste du pays ; elle se trouve entre l'île Ynys Castell et l'île Ynys Tobig.

## Étymologie
Le nom de l'île est composé des mots gallois ynys (« île ») et gaint, dont la signification est obscure.

## Description
Il s'agit d'une île de 10 acres reliée à la ville de Menai Bridge sur l'île d'Anglesey par un pont en béton construit dans les années 1930 par Sir William Fison (1890–1964), propriétaire d'Ynys Gaint ; entre 1942 et 1944, l'île abrita une base de la RAF Air-sea rescue (en).